# Райтвиир, Айн
Айн Райтвиир (эст. Ain Raitviir, 10 июля, 1938 — 17 сентября, 2006) — эстонский миколог.

## Биография
Айн Райтвиир родился 10 июля 1938 года в Таллине. В 1957 году поступил в Тартуский государственный университет, который окончил в 1961 году как биолог-ботаник. В университете он заинтересовался микологией, которой стал заниматься позже в Институте зоологии и ботаники Эстонской академии наук в Тарту (сейчас Эстонский университет естественных наук). В 1964 году защитил кандидатскую диссертацию по ботанике (Дрожалковые грибы в СССР). В 1984 году защитил в Московском государственном университете докторскую диссертацию по количественной таксономии грибов на примере семейства Hyaloscyphaceae.
В 1990—1995 годах был редактором научно-популярного журнала «Эстонская природа». Перевёл на эстонский многие книги, включая «Двойную спираль» Джеймса Уотсона и рассказы Айзека Азимова (сборник «Я, робот»).

### Научная работа
Райтвиир за 45 лет научных исследований опубликовал 220 работ, включая 10 книг. Он описал 226 видов грибов, много работал по таксономии грибов. Ещё в 1960—1970 годах применял математические методы анализа в таксономии и электронную микроскопию. Участвовал во многих экспедициях на Дальний восток, в Центральную Азию, на Кавказ, а также в Италию, Испанию, США, Норвегию, Французские Альпы, Швейцарию и Гренландию. В экспедициях были собраны многие образцы Discomycetes (сейчас Аскомицеты), которые были описаны как новые виды.

## Систематика грибов
Стандартное сокращение Raitv. используется для указания Райтвиира как автора, описавшего ботанический таксон.

### Описанные виды
Всего Райтвиир описал 226 видов грибов.
Некоторые виды:
- Ascotremella faginea — Дрожалка буковая
- Sarcoscypha vassiljevae — Саркосцифа Васильевой